# Goodbye, my Rose Garden
Goodbye, my Rose Garden (さよならローズガーデン, Sayonara rōzu gāden, litt. « Adieu jardin de roses ») est une série de manga scénarisée et dessinée par Dr.pepperco.
Goodbye, My Rose Garden a été prépubliée en ligne dès 2018 sur MAGxiv, le site de prépublication Pixiv de l'éditeur Mag Garden.
La série fut ensuite publiée en trois volumes par Mag Garden de janvier 2019 à février 2020.
En France, la série est publiée par Komikku Éditions depuis le 27 août 2020 et compte trois volumes.

## Résumé
À l'aube du XXe siècle, Hanako quitte son Japon natal afin de gagner l'Angleterre et de rencontrer son auteur favori, Victor Franks. En effet, les livres de Franks ont eu un tel impact sur sa vie qu'elle nourrit l'espoir de devenir écrivaine à son tour.
Malheureusement, une fois à Londres, la maison d'édition de Victor Franks, soucieuse de préserver la véritable identité de l'auteur, refuse d'aider Hanako à rencontrer ce dernier. La jeune-femme, désespérée, se retrouve seule et démunie, dans un pays qui lui est inconnu.
C'est alors qu'Alice, une jeune aristocrate anglaise émue par son désespoir, lui offre une place de femme de chambre dans sa demeure. Leur passion commune pour la lecture les rapproche peu à peu, et une belle amitié naît entre les deux femmes.
Un jour, Alice annonce à Hanako qu'elle connait la véritable identité de Victor Franks, et qu'elle peut l'aider à le rencontrer. Elle le fera, à condition qu'Hanako l'aide à mourir. Bouleversée, Hanako se demande ce qui a pu pousser une femme telle qu'Alice, à qui la vie semble sourire, à désirer la mort si ardemment. Elle est bien décidée à le découvrir.
Mais alors que les deux jeunes femmes se rapprochent toujours un peu davantage chaque jour, une rumeur commence à enfler et à venir aux oreilles de Hanako. Bien qu'Alice soit fiancée, elle serait davantage sensible aux charmes féminins. Un scandale a bien failli éclater quelques années en arrière.

## Personnages
Hanako Kujo (九條 華子)
Une jeune japonaise passionnée de littérature qui a tout quitté afin de rejoindre Londres et rencontrer son auteur favori. Elle se retrouve à servir la jeune aristocrate Alice Douglas comme femme de chambre. Très vite une amitié solide naît entre les deux femmes.
Alice Douglas (アリス・ダグラス)
La fille aînée de la noble famille Douglas. Son mari héritera du titre de noblesse et du domaine familial. C'est une jeune femme intelligente et raffinée, passionnée de littérature. Très attachée à sa famille, elle souhaite faire honneur à son nom en cultivant un comportement exemplaire. Cependant, derrière cette façade de raffinement et de bienséance, elle dissimule un lourd secret qui la ronge, et tente de cacher le désespoir qui la dévore un peu plus à chaque jour.
Edward (エドワード)
Un jeune aristocrate, fiancé à Alice Douglas. Il est très épris d'Alice malgré les rumeurs qui entourent cette dernière et serait prêt à tout pour la garder. Il voit d'un très mauvais œil l'amitié qui anime Alice et Hanako.
Eliza McGovern (イライザ・マクガヴァン)
Il s'agit de l'ancienne gouvernante d'Alice. Elle est désormais professeur au Japon où elle est chargée de l'éducation de jeunes filles.

## Liste des volumes
| no | Japonais        | Japonais          | Français        | Français          |
| no | Date de sortie  | ISBN              | Date de sortie  | ISBN              |
| --- | --------------- | ----------------- | --------------- | ----------------- |
| 1 | 10 janvier 2019 | 978-4-8000-0823-7 | 27 août 2020    | 978-2372874939    |
| Liste des chapitres : - Chapitre 1 : Le début des adieux (さよならのはじまり, Sayonara no hajimari) - Chapitre 2 : Le soleil et les ronces, deux complices (太陽、荊、共犯者) - Chapitre 3 : La maladie des taches noires qui me ronge (わたしを蝕む黒星病, Watashi o mushibamu kurohoshibyō) - Chapitre 4 : Un monstre sans nom, un bourgeon sans nom - Chapitre 5 : Nuages noirs, et le bruit de la pluie au loin |                 |                   |                 |                   |
| 2 | 9 août 2019     | 978-4-8000-0883-1 | 29 octobre 2020 | 978-2-3728-7494-6 |
| Liste des chapitres : - Chapitre 6 : Les roses en feu devant la tombe - Chapitre 7 : Le jour s'assombrit, les bourgeons tremblent - Chapitre 8 : Le timide feu se propage - Chapitre 9 : Les traits de crayons franchissent l'océan - Chapitre 10 : La Brise marine perce à jour le soleil - Chapitre 11 : Rai de lumière entre les nuages, bourgeon ardent - Chapitre bonus : Un caramel pour vous                 |                 |                   |                 |                   |
| 3 | 7 février 2020  | 978-4-8000-0936-4 | 25 février 2021 | 978-2-3728-7547-9 |
| Liste des chapitres : - Chapitre 12 : Qui est l'épine? - Chapitre 13 : La complice renvoie un sourire - Chapitre 14 : Mascarade d'un instant - Chapitre 15 : Le cocon frémit, avant d'être balayé par le vent - Chapitre 16 : Mon seul et unique vœu - Chapitre final : Adieu, mon jardin de roses |                 |                   |                 |                   |

## Accueil critique
En 2021, Goodbye, My Rose Garden a été élue série gagnante du tournoi seinen 2020, partie 2 sur le site Manga-News.

### Œuvres
Édition japonaise
Goodbye, my Rose Garden
1. 1 2  (ja) « さよならローズガーデン（１） », sur Mag Garden (consulté le 10 novembre 2021).
2. 1 2  (ja) « さよならローズガーデン（２） », sur Mag Garden (consulté le 10 novembre 2021).
3. 1 2  (ja) « さよならローズガーデン（３） », sur Mag Garden (consulté le 10 novembre 2021).

Édition française
Goodbye, my Rose Garden
1. 1 2  « Goodbye, my Rose Garden Tome 1 », sur BNF (consulté le 10 novembre 2021).
2. 1 2  « Goodbye, my Rose Garden Tome 2 », sur manga-news.com (consulté le 10 novembre 2021).
3. 1 2  « Goodbye, my Rose Garden Tome 3 », sur manga-news.com (consulté le 10 novembre 2021).